# Paul Dukas
Paul Abraham Dukas (ur. 1 października 1865 w Paryżu, zm. 17 maja 1935 tamże) – francuski kompozytor i nauczyciel muzyki.

## Życie i twórczość
Dukas pochodził z rodziny francuskich Żydów. Studiował u kompozytorów Théodore’a Dubois i Ernesta Guirauda w Konserwatorium Paryskim, gdzie zaprzyjaźnił się z Claude’em Debussym, wybitnym twórcą impresjonistycznym. W 1888 zdobył drugą nagrodę Prix de Rome za kantatę Velléda. Po ukończeniu studiów pracował jako krytyk muzyczny i zajmował się komponowaniem.
W swojej twórczości Dukas chętnie czerpał z dorobku romantyzmu oraz ekspresjonizmu. Komponował dużo, ale był perfekcjonistą i większość napisanych kompozycji niezadowolony zniszczył. Przetrwało jedynie kilka.
Pierwszym z ocalałych utworów jest pełna energii Symfonia C-dur (1896), nawiązująca do tradycji Ludwiga van Beethovena i Césara Francka.
Najbardziej znanym dziełem Dukasa, wykonywanym chętnie także współcześnie, jest scherzo symfoniczne Uczeń czarnoksiężnika (L'Apprenti sorcier) z 1897 roku, oparte na balladzie Johanna Wolfganga Goethego Der Zauberlehrling. Jest to przykład utworu programowego, wyrażającego treść za pomocą dźwięków. Kompozytor odmalował tu muzyczny obraz przygód adepta magii, który pod nieobecność mistrza, na własną rękę, próbuje działania czarów. Szybko okazuje się, że młodzieniec nie potrafi zapanować nad rozpętanymi siłami, co doprowadza do zabawnych sytuacji. Końcowej katastrofie zapobiega przybycie mistrza.
Uczeń czarnoksiężnika został wykorzystany jako jedno z dzieł zilustrowanych w filmie animowanym Fantazja (Fantasia) Walta Disneya. Był to pierwszy film wykorzystujący dźwięk stereofoniczny. W tym wykonaniu Orkiestrą Filadelfijską dyrygował Leopold Stokowski.
Paul Dukas jest też autorem dwóch złożonych i trudnych technicznie utworów fortepianowych: Sonaty es-moll (1901) oraz Wariacji, interludium i finału na temat Rameau (1902). Sonata es-moll, wcześniej rzadko pojawiająca się w repertuarze pianistów, ostatnio wykonywana jest częściej, m.in. przez Marca-André Hamelina.
Opera Ariadna i Sinobrody (Ariane et Barbe-Bleue), nad którą kompozytor pracował w latach 1899–1907, była wielokrotnie porównywana do słynniejszej opery Peleas i Melisanda Debussy’ego (1893). Porównania uzasadniają nie tylko podobieństwa muzyczne, ale też libretto Maurice’a Maeterlincka z 1892 r., na którym oparte są oba dzieła.
Balet La Péri (1912) z elementami orientalnymi był ostatnim ważnym dziełem Dukasa. 
Od 1910 do 1912 prowadził klasę orkiestracji w Konserwatorium Paryskim, a od 1927 wykładał kompozycję w Konserwatorium Paryskim i Ecole Normale de Musique. Wśród jego studentów znaleźli się m.in. Joaquín Rodrigo, Manuel María Ponce, Maurice Duruflé, Olivier Messiaen, Jehan Alain, Carlos Chávez.
W 1934 został członkiem Francuskiej Akademii Sztuk  Pięknych.
Paul Dukas został pochowany na cmentarzu Père Lachaise w Paryżu. Odznaczony krzyżem oficerskim Legii Honorowej (1923).

## Główne kompozycje
- Symfonia C-dur (1896)
- scherzo symfoniczne Uczeń czarnoksiężnika (L'Apprenti sorcier) (1897)
- opera Ariadna i Sinobrody (Ariane et Barbe Bleue) (1899–1907)
- Sonata fortepianowa es-moll (1901)
- balet La Péri (1912)